# Agromyza mellita
Agromyza mellita är en tvåvingeart som beskrevs av Spencer 1977. Agromyza mellita ingår i släktet Agromyza och familjen minerarflugor. Inga underarter finns listade i Catalogue of Life.